# Ashley Barnes
Ashley Luke Barnes (* 30. Oktober 1989 in Bath) ist ein englischer Fußballspieler mit österreichischen Wurzeln, der seit Juli 2023 als Stürmer bei Norwich City unter Vertrag steht.

## Vereinskarriere
Barnes begann seine Karriere bei den Paulton Rovers, für die er mit 17 Jahren in der ersten Mannschaft debütierte. In Folge wurde er vom Championship-Klub Plymouth Argyle zu einem Probetraining eingeladen.
Nachdem er als mehrfacher Torschütze für die Reservemannschaft glänzte, erhielt er ein Vertragsangebot über 18 Monate. Am 14. August 2007 kam er zu seinem Profi-Debüt im League Cup gegen die Wycombe Wanderers, als er in der 74. Minute für Sylvan Ebanks-Blake eingewechselt wurde.
Um Spielpraxis zu erlangen, wurde er daraufhin per Kurzleihgeschäft an mehrere unterklassige englische Vereine verliehen.
Nach fünf Toren in acht Spielen in seiner letzten Leihstation bei Eastbourne Borough wurde er vorzeitig für das Spiel gegen Bristol City nach Plymouth zurückbeordert.
Nach seiner Championship-Premiere gegen Derby County am 7. Februar 2009 avancierte er durch kontinuierlich starke Leistungen zum Stammspieler und Shootingstar der Mannschaft.
In Folge zog er das Interesse der Premier-League-Klubs FC Everton und Wigan Athletic auf sich, was Plymouth dazu veranlasste seinen Vertrag zu stark angehobenen Bezügen bis 2011 zu verlängern. Als Plymouth zur Saison 2009/10 in den Abstiegskampf geriet, musste Trainer und Förderer Paul Sturrock zur Winterpause den Verein verlassen und wurde durch Paul Mariner ersetzt. Dieser setzte im Abstiegskampf auf arrivierte Spieler und holte auf Leihbasis den US-Amerikaner Kenny Cooper vom TSV 1860 München für die Position von Barnes.
Um seine Entwicklung nicht zu gefährden, wurde er daraufhin für einen Monat in die League Two an Torquay United und nach seiner Rückkehr bis zum Saisonende in die League One zu Brighton & Hove Albion verliehen. In Brighton spielte er daraufhin groß auf und schoss vier Tore in acht Spielen, woraufhin man sich um eine fixe Verpflichtung des Spielers bemühte.
Plymouth, bedingt durch den zwischenzeitlichen Abstieg aus der Championship in finanziellen Problemen, transferierte ihn daraufhin erzwungenermaßen für eine Ablösesumme knapp unter € 500.000,- zu den Seagulls.
In der Folgespielzeit war er mit sieben Toren und zwei Torvorlagen in den ersten 15 Runden unter Trainer Gustavo Poyet auf Anhieb Leistungsträger und in der Saison 2010/11 maßgeblich am Aufstieg in die zweithöchste Spielklasse als Drittligameister beteiligt – das entscheidende Tor zum 4:3-Sieg gegen Dagenham & Redbridge, der wiederum den Aufstieg sicherstellte, besorgte er selbst.
Im Januar 2014 wechselte er innerhalb der zweiten englischen Liga zum FC Burnley.
Nach 9 Jahren und 293 Pflichtspielen für Burnley wechselte er im Sommer 2023 zu Norwich City.

## Nationalmannschaft
Aufgrund einer österreichischen Großmutter war er neben seinem Heimatland England im Jugendbereich für Testspiele auch für Österreich spielberechtigt.
Am 19. August 2008 debütierte Barnes unter Trainer Andreas Heraf für die österreichische U20-Nationalmannschaft gegen die Schweiz.
Barnes wurde selbst mit seinem Manager beim ÖFB vorstellig, um für die Nationalmannschaft zu spielen. Da er nicht die österreichische Staatsbürgerschaft besitzt, konnte er nur dank der Zustimmung der Schweizer eingesetzt werden.
Der ÖFB gab bekannt, seine Entwicklung weiterhin zu beobachten.
Nach und nach wurde die Vorstellung über eine vom ÖFB angestrebte Einbürgerung (was bedeuten würde, dass er seine Leistungen für das österreichische Nationalteam vollbringen könnte) konkreter, im Februar 2019 wurde der Antrag jedoch vom Österreichischen Innenministerium abgewiesen, da Barnes nach dem Ermessen der Behörde die Kriterien für eine Einbürgerung ohne Rechtsanspruch nicht zur Gänze erfülle.